# Alan Tudyk
Alan Wray Tudyk (n. 16 martie 1971, El Paso, Texas, SUA) este un actor american și actor de voce, cel mai cunoscut pentru rolul lui Hoban Washburne din seria Firefly și filmul Serenity. Din 2021, interpretează rolul Căpitan Hah Re / Dr. Harry Vanderspeigle în serialul Resident Alien.

## Filmografie

### Film
| An   | Titlu                                              | Rol                                                  | Note |
| ---- | -------------------------------------------------- | ---------------------------------------------------- | --- |
| 1997 | 35 Miles from Normal                               | Trevor                                               | |
| 1998 | Patch Adams                                        | Everton                                              | |
| 2000 | 28 Days                                            | Gerhardt                                             | |
| 2000 | Wonder Boys                                        | Sam Traxler                                          | |
| 2001 | A Knight's Tale                                    | Wat                                                  | |
| 2001 | Suflete pierdute în Atlantida (Hearts in Atlantis) | Monte Man                                            | |
| 2002 | Ice Age                                            | Lenny (voce)                                         | |
| 2004 | DodgeBall: A True Underdog Story                   | Steve the Pirate                                     | Nominalizare—MTV Movie Award for Best On-Screen Team |
| 2004 | I, Robot                                           | Sonny                                                | |
| 2005 | Rx                                                 | Pepe                                                 | |
| 2005 | Serenity                                           | Hoban "Wash" Washburne                               | |
| 2006 | Ice Age: The Meltdown                              | Cholly (voce)                                        | |
| 2007 | Death at a Funeral                                 | Simon                                                | |
| 2007 | Knocked Up                                         | Jack                                                 | |
| 2007 | 3:10 to Yuma                                       | Doc Potter                                           | Nominalizare—Screen Actors Guild Award for Outstanding Performance by a Cast in a Motion Picture                                                                   |
| 2008 | Meet Market                                        | Danny                                                | |
| 2009 | Bed Ridden                                         | Detectiv Kurtz                                       | Scurtmetraj |
| 2009 | The Ballad of G.I. Joe                             | Shipwreck                                            | Scurtmetraj |
| 2009 | Astro Boy                                          | Mr. Squeegee (voce)                                  | |
| 2010 | Tucker & Dale vs. Evil                             | Tucker McGee                                         | |
| 2010 | Beautiful Boy                                      | Eric                                                 | |
| 2011 | Transformers: Dark of the Moon                     | Dutch                                                | |
| 2011 | Alvin and the Chipmunks: Chipwrecked               | Simone (voce)                                        | |
| 2011 | Conception                                         | Mark                                                 | |
| 2012 | Strange Frame                                      | Chat (voce)                                          | |
| 2012 | Abraham Lincoln: Vampire Hunter                    | Stephen A. Douglas                                   | nemenționat, cameo |
| 2012 | Ice Age: Continental Drift                         | Milton, Hunky Siren (voci)                           | |
| 2012 | Wreck-It Ralph                                     | King Candy/Turbo (voce)                              | Annie Award for Voice Acting in a Feature Production |
| 2013 | 42                                                 | Ben Chapman                                          | |
| 2013 | Frozen                                             | Duke of Weselton (voce)                              | |
| 2014 | Premature                                          | Jack Roth                                            | |
| 2014 | Justice League: War                                | Clark Kent / Superman (voce)                         | Direct-to-DVD |
| 2014 | Welcome to Me                                      | Ted Thurber                                          | |
| 2014 | Son of a Barman                                    | Bill Snyder                                          | Scurtmetraj |
| 2014 | Big Hero 6                                         | Alistair Krei (voce)                                 | |
| 2014 | Tell                                               | Morton                                               | |
| 2015 | Maze Runner: The Scorch Trials                     | Blondie                                              | |
| 2015 | Trumbo                                             | Ian McLellan Hunter                                  | Nominalizare—Critics' Choice Movie Award for Best Acting Ensemble Nominalizare—Screen Actors Guild Award for Outstanding Performance by a Cast in a Motion Picture |
| 2015 | Oddball                                            | Bradley Slater                                       | |
| 2016 | Zootopia                                           | Duke Weaselton (voce)                                | |
| 2016 | Moana                                              | Heihei, Villager #3 (voci)                           | |
| 2016 | Rogue One                                          | K-2SO                                                | |
| 2018 | Deadpool 2                                         | Redneck #1                                           | Cameo |
| 2018 | Ralph Breaks the Internet                          | KnowsMore (voce)                                     | |
| 2019 | Aladdin                                            | Iago (voce)                                          | |
| 2019 | Frozen II                                          | Guard, Northuldra Leader, Arendellian Soldier (voci) | |
| 2020 | Eat Wheaties!                                      | Duncan Lambert                                       | |
| 2021 | Raya and the Last Dragon                           | Tuk Tuk (voce)                                       | |

### Televiziune
| An                   | Titlu                                      | Rol                                                                                  | Note                                                  |
| -------------------- | ------------------------------------------ | ------------------------------------------------------------------------------------ | ----------------------------------------------------- |
| 2000                 | Strangers with Candy                       | Father                                                                               | 2 episoade                                            |
| 2000                 | Frasier                                    | Todd Peterson                                                                        | Episodul: "The Great Crane Robbery"                   |
| 2002–03              | Firefly                                    | Hoban "Wash" Washburne                                                               | Rol principal                                         |
| 2005–13              | Arrested Development                       | Pastor Veal                                                                          | 3 episoade                                            |
| 2005                 | Into the West                              | Nathan Wheeler                                                                       | Episodul: "Wheel to the Stars"                        |
| 2006                 | Capitol Law                                | Walker Eliot                                                                         | Pilot                                                 |
| 2006                 | CSI: Crime Scene Investigation             | Carl Fisher                                                                          | Episodul: "Burn Out"                                  |
| 2008                 | Fourplay                                   | Drew                                                                                 | Pilot                                                 |
| 2008                 | Play or Be Played                          | Charlie                                                                              | Pilot                                                 |
| 2009                 | James Gunn's PG Porn                       | Bob                                                                                  | Episodul: "High Poon"                                 |
| 2009                 | V                                          | Dale Maddox                                                                          | 3 episoade                                            |
| 2009–10              | Dollhouse                                  | Alpha                                                                                | Rol secundar                                          |
| 2009–10              | Glenn Martin, DDS                          | Voci suplimentare (voci)                                                             | 5 episoade                                            |
| 2010                 | The Rockford Files                         | Det. Dennis Becker                                                                   | Pilot                                                 |
| 2010–11              | Batman: The Brave and the Bold             | Barry Allen / The Flash (voce)                                                       | 2 episoade                                            |
| 2010–13 2019–present | Young Justice                              | Green Arrow, Psimon, Captain Cold (voci)                                             | Rol secundar                                          |
| 2011–16              | Robot Chicken                              | Pinky, Jeff Foxworthy, Jor-El, Lego Firefighter (voci)                               | 3 episoade                                            |
| 2011, 2013           | American Dad!                              | Mr. Capalini, Voci suplimentare (voci)                                               | 2 episoade                                            |
| 2011                 | Family Guy                                 | German Pilot (voce)                                                                  | Episodul "German Guy"                                 |
| 2011–12              | The Life & Times of Tim                    | Rodrigo, Arthur, Debbie (voci)                                                       | 3 episoade                                            |
| 2011                 | Good Vibes                                 | Lonnie (voce)                                                                        | Rol principal                                         |
| 2011–14              | Suburgatory                                | Dr. Noah Werner                                                                      | Rol principal                                         |
| 2012                 | Phineas & Ferb                             | Voci suplimentare (voci)                                                             | Episodul: "Sipping with the Enemy"                    |
| 2012                 | Napoleon Dynamite                          | Officer Elwood (voce)                                                                | Episodul: "Ligertown"                                 |
| 2012                 | NTSF:SD:SUV::                              | Sven                                                                                 | Episodul: "The Real Bicycle Thief"                    |
| 2012                 | Robot and Monster                          | Crazy Cousin Gizmo (voce)                                                            | Episodul: "The Party"                                 |
| 2014                 | The Team Unicorn Saturday Action Fun Hour! | Chummy Cherub / Sad Tree                                                             | Episodul: "Pilot"                                     |
| 2014                 | Justified                                  | Elias Marcos                                                                         | Episodul: "Shot All to Hell"; credited as Wray Nerely |
| 2014                 | Chozen                                     | Kai / Voci suplimentare (voci)                                                       | Rol secundar                                          |
| 2014                 | TripTank                                   | Terrence, Bootf***er (voci)                                                          | 2 episoade                                            |
| 2014–15              | Newsreaders                                | Reagan Biscayne                                                                      | Rol principal                                         |
| 2014                 | Comedy Bang! Bang!                         | Ray                                                                                  | 1 episod                                              |
| 2015                 | Adventure Time                             | Chatsberry, Voci suplimentare (voci)                                                 | 2 episoade                                            |
| 2015, 2020           | Rick and Morty                             | Chris, Observant Glorzo (voci)                                                       | 2 episoade                                            |
| 2015–19              | Star vs. the Forces of Evil                | Ludo Avarius, River Butterfly (voci)                                                 | Rol principal                                         |
| 2015–16              | The Adventures of Puss in Boots            | Uli (voce)                                                                           | Rol secundar                                          |
| 2016                 | Clarence                                   | Flight Attendant Dan (voce)                                                          | Episodul: "Plane Excited"                             |
| 2017                 | Powerless                                  | Van Wayne                                                                            | Rol principal                                         |
| 2017                 | Dirk Gently's Holistic Detective Agency    | Mr. Osmund Priest                                                                    | Rol secundar                                          |
| 2017                 | The Tick                                   | Dangerboat (voce)                                                                    | 3 episoade                                            |
| 2018–prezent         | Big Hero 6: The Series                     | Alistair Krei (voce)                                                                 | Rol secundar                                          |
| 2018–prezent         | LEGO Star Wars: All Stars                  | K-2SO (voce)                                                                         | 1 episod                                              |
| 2018–prezent         | Final Space                                | Todd H. Watson / Hushfluffles (voci)                                                 | 2 episoade                                            |
| 2019–prezent         | Doom Patrol                                | Eric Morden / Mr. Nobody                                                             | Rol principal                                         |
| 2019                 | The Rookie                                 | Ellroy Basso                                                                         | Episodul: "Clean Cut"                                 |
| 2019–prezent         | Harley Quinn                               | Joker, Clayface, Calendar Man, Doctor Trap, Condiment King, Voci suplimentare (voci) | Rol principal                                         |
| 2020                 | Curb Your Enthusiasm                       | Boris                                                                                | Episodul: "The Surprise Party"                        |
| 2021                 | Resident Alien                             | Captain Hah Re / Dr. Harry Vanderspeigle                                             | Rol principal                                         |
| 2022                 | Ark: The Animated Series                   | The Captain                                                                          | Rol de voce                                           |

### Jocuri video
| An   | Titlu                              | Rol               |
| ---- | ---------------------------------- | ----------------- |
| 2006 | Ice Age 2: The Meltdown            | Cholly            |
| 2007 | Halo 3                             | Marine            |
| 2007 | Defense Grid: The Awakening        | Simon             |
| 2009 | Halo 3: ODST                       | Mickey            |
| 2009 | Astro Boy: The Video Game          | Mr. Windex        |
| 2013 | Injustice: Gods Among Us           | Green Arrow       |
| 2014 | Call of Duty: Advanced Warfare     | Voci suplimentare |
| 2015 | Infinite Crisis                    | Green Arrow       |
| 2015 | Star Wars Battlefront              | K-2SO             |
| 2016 | Master of Orion: Conquer the Stars | Psilon Advisor    |
| 2017 | Injustice 2                        | Green Arrow       |

### Roluri de teatru
| An   | Titlu                           | Rol                                      | Note                                                                  |
| ---- | ------------------------------- | ---------------------------------------- | --------------------------------------------------------------------- |
| 1999 | Epic Proportions                | Benny Bennet                             | Helen Hayes Theatre                                                   |
| 2005 | Spamalot                        | Sir Lancelot                             | Shubert Theatre                                                       |
| 2007 | Prelude to a Kiss               | Peter                                    | Roundabout Theatre Company                                            |
| 2009 | An Evening Without Monty Python | Rolul său                                | Ricardo Montalbán Theatre (Los Angeles) The Town Hall (New York City) |
| 2019 | Mysterious Circumstances        | Richard Lancelyn Green / Sherlock Holmes | Geffen Playhouse                                                      |

### Web
| An      | Titlu    | Rol                           | Note |
| ------- | -------- | ----------------------------- | --- |
| 2014    | TableTop | Himself/Doctor McLickhertitty | Episodul: "Forbidden Desert" |
| 2015–17 | Con Man  | Wray Nerely                   | Also creator, director, writer and executive producer Nominated—Primetime Emmy Award for Outstanding Actor in a Short Form Comedy or Drama Series |

### Con Man Comics
- Spectrum #0–1 (script 2016)

### Star Wars
- Star Wars Adventures Vol. 2: Unexpected Detour (K-2SO's Dialogue writer 2018, ISBN: 168405169X; ISBN: 978-1684051694)